# TV8 (Lituania)
TV8 è un canale televisivo lituano edito da All Media Baltics.
Il 26 luglio 2018, proprio come gli altri canali del gruppo Media Baltics, ha iniziato a trasmettere in alta definizione.

## Palinsesto

### In onda
Vengono qui di seguito elencati i programmi che sono in onda su TV8.

#### Show
- Menų sala
- Tavo augintinis
- Sveikatos medis

#### Animazione
- Labanakt, vaikučiai
- Ką pasakė Kakė Makė
- Senoji animacija

## Loghi
| 3 ottobre 2011 - 1º giugno 2016 | 1º giugno 2016 - 24 dicembre 2022 | 24 dicembre 2022 - in uso |
| ------------------------------- | --------------------------------- | ------------------------- |